# USS Thomas E. Fraser (DM-24)
USS Thomas E. Fraser (DD-736/DM-24) là một tàu khu trục rải mìn lớp Robert H. Smith được Hải quân Hoa Kỳ chế tạo trong Chiến tranh Thế giới thứ hai. Con tàu được đặt theo tên Trung tá Hải quân Thomas E. Fraser (1901–1942), Hạm trưởng tàu khu trục USS Walke (DD-416), tử trận trong trận Hải chiến Guadalcanal năm 1942 và được truy tặng Huân chương Chữ thập Hải quân. Nó đã hoạt động cho đến hết chiến tranh, và tiếp tục phục vụ cho đến khi được cho xuất biên chế năm 1955, rút đăng bạ năm 1970 và tháo dỡ năm 1974. Thomas E. Fraser được tặng thưởng bốn Ngôi sao Chiến trận do thành tích phục vụ trong Thế Chiến II.

## Thiết kế và chế tạo
Con tàu nguyên được đặt lườn, như là tàu khu trục DD-736 thuộc lớp Allen M. Sumner, vào ngày 31 tháng 1 năm 1944 tại xưởng tàu của hãng Bath Iron Works ở Bath, Maine. Nó được đặt tên Thomas E. Fraser vào ngày 1 tháng 3 năm 1944 và được hạ thủy vào ngày 10 tháng 6 năm 1944; được đỡ đầu bởi bà Thomas E. Fraser, vợ góa Trung tá Frazer. Nó được xếp lại lớp như một tàu khu trục rải mìn với ký hiệu lườn DM-24 vào ngày 20 tháng 7 năm 1944, trước khi nhập biên chế vào ngày 22 tháng 8 năm 1944 dưới quyền chỉ huy của Hạm trưởng, Trung tá Hải quân Ronald Joseph Woodaman.

## Lịch sử hoạt động

### Thế Chiến II

#### Chạy thử máy & huấn luyện
Sau khi hoàn tất việc chạy thử máy huấn luyện ngoài khơi Bermuda và huấn luyện thả/quét mìn ngoài khơi Yorktown, Virginia, Thomas E. Fraser khởi hành từ Norfolk, Virginia vào ngày 27 tháng 11 năm 1944, băng qua kênh đào Panama để đi sang vùng bờ Tây, và đi đến San Diego, California vào ngày 12 tháng 12. Sau năm ngày huấn luyện khẩn trương tại khu vực đảo San Clemente, nó cùng các tàu chị em Shannon (DM-25) và Harry F. Bauer (DM-26) rời khu vực bờ biển California để đi sang quần đảo Hawaii, gặp gỡ hai tàu vận chuyển trên đường đi vào ngày 21 tháng 12, và đi vào Trân Châu Cảng ngày 26 tháng 12. Nó dành thời gian còn lại của năm 1944 và phần lớn tháng 1 năm 1945 cho hoạt động thực hành huấn luyện tại khu vực quần đảo Hawaii, nhằm chuẩn bị cho chiến dịch đổ bộ tiếp theo lên Iwo Jima.

#### Trận Iwo Jima
Thomas E. Fraser khởi hành vào ngày 27 tháng 1 để hộ tống cho Đội đặc nhiệm 51.11, trong hành trình đi ngang qua Eniwetok để đến khu vực quần đảo Mariana. Nó đi đến Saipan, điểm tập trung lực lượng sau cùng chuẩn bị cho ciến dịch, vào ngày 11 tháng 2, và lực lượng lên đường năm ngày sau đó. Hai giờ trước bình minh vào ngày D 19 tháng 2, nó tách khỏi các tàu vận tải để tuần tra chống tàu ngầm tại khu vực vận chuyển ngoài khơi bờ biển phía Nam của Iwo Jima. Nó hoàn tất đợt càn quét lúc 06 giờ 15 phút và quay lại đảm nhiệm vai trò bảo vệ cho khu vực thả neo. Đến xế trưa, nó chuyển sang nhiệm vụ hỗ trợ hỏa lực tại khu vực phía Đông Nam núi Suribachi; lúc 17 giờ 37 phút, ở vị trí chỉ cách bờ biển 1.000 yd (910 m), nó bắn hải pháo hỗ trợ theo yêu cầu dưới sự dẫn hướng của một tổ trinh sát pháo binh trên bờ, nả đạn pháo 5-inch xuống các vị trí súng máy và súng cối Nhật Bản gần phía Đông Bắc chân núi Suribachi; và đến chiều tối nó chuyển hỏa lực nhắm đến các hang động gần chân núi. Súng máy đối phương trên bờ đã nhắm vào con tàu nhưng không gây hư hại gì; và trong đêm đó nó di chuyển đến vị trí về phía Tây Nam núi Suribachi, bắn hải pháo hỗ trợ và đạn pháo sáng suốt đêm. Pháo sáng đã giúp hỏa lực súng cối của lực lượng Thủy quân Lục chiến ngăn chặn được một ý định xâm nhập của đối phương.
Trong những ngày tiếp theo, Thomas E. Fraser luân phiên nhiệm vụ bảo vệ cho khu vực vận chuyển với hoạt động hỗ trợ hỏa lực cho binh lính chiến đấu trên bờ. Vào sáng sớm ngày 21 tháng 2, đang khi bắn pháo xuống vị trí phía Tây Bắc chân núi Suribachi, một quả đạn pháo cỡ lớn không rõ xuất xứ đã suýt trúng con tàu, gây ra một lổ thủng bên mạn phải ngay bên dưới sàn chính. Dù sao con tàu vẫn tiếp tục bắn pháo vào các vị trí đối phương cho đến cuối buổi chiều, khi nó quay trở lại khu vực thả neo. Trong một đợt báo động phòng không vào chiều tối ngày 23 tháng 2, con tàu đã nổ súng vào một máy bay đối phương băng ngang qua mạn trái con tàu; kẻ tấn công đã trốn thoát vì không bị bắn trúng. Con tàu tiếp tục ở lại khu vực Iwo Jima cho đến đầu tháng 3; vào ngày 8 tháng 3, dưới sự trợ giúp của một máy bay trinh sát, hỏa lực của nó bắn trúng ba phát trực tiếp vào một công sự kiên cố của đối phương. Nó khởi hành vào cuối ngày hôm đó, hộ tống cho chiếc USS Lakewood Victory rút lui về Ulithi.

#### Trận Okinawa
Đi đến Ulithi vào ngày 11 tháng 3, Thomas E. Fraser ở lại vũng biển san hô này trong tám ngày để bảo trì, tiếp liệu và bổ sung đạn dược. Nó cùng Đội quét mìn 2 lên đường vào ngày 19 tháng 3 để hướng đến khu vực quần đảo Ryūkyū, và vào trước bình minh ngày 25 tháng 3, các tàu quét mìn bắt đầu các hoạt động rà phá thủy lôi, như một phần của hoạt động nhằm chuẩn bị cho vùng biển Nansei Shoto trước khi diễn ra các cuộc đổ bộ lên Kerama Retto và Okinawa. Chiếc tàu khu trục rải mìn đã tháp tùng các tàu quét mìn nhằm dẫn đường và hỗ trợ hỏa lực, và trong ngày hôm đó nó đã bắn vào các mục tiêu trên bờ trên các đảo nhỏ tại khu vực Okinawa. Đến ngày 27 tháng 3, nó nả pháo vào những mục tiêu tại chính đảo Okinawa; nó không rút lui cùng các tàu quét mìn vào ban đêm, nhưng tuần tra tại một vị trí ngoài khơi hòn đảo này, và trong suốt đêm đã bắn pháo sáng và hỏa lực quấy rối xuống các bãi biển ở phía Nam hòn đảo.
Vào sáng sớm ngày 29 tháng 3, Thomas E. Fraser nổ súng vào một chiếc Mitsubishi G4M "Betty" Nhật Bản đang tấn công, bắn cháy chiếc máy bay ném bom hai động cơ khiến đối thủ rơi xuống biển. Các đợt không kích diễn ra thường xuyên hơn sau đó, và sau nữa đêm ngày 31 tháng 3, nó đánh đuổi một máy bay Nhật Bản tấn công đơn độc; rồi chỉ ít phút sau một máy bay ném bom bổ nhào đối phương lại tấn công, nó trúng đạn pháo 5-inch và lướt qua bên trên con tàu trước khi rơi phía đuôi tàu. Đến 03 giờ 20 phút, một thủy phi cơ bay thấp bất ngờ xuất hiện mà không có cảnh báo, thả một quả bom nổ trượt phía đuôi tàu bên mạn trái rồi biến mất trước khi hỏa lực phòng không của con tàu kịp phản ứng. Chiếc tàu khu trục rải mìn tiếp tục hộ tống các tàu quét mìn để bảo vệ và dẫn đường cho đến khi hoàn tất nhiệm vụ vào cuối ngày hôm đó, rồi đi đến Kerama Retto để bảo vệ tàu bè tại vị trí neo đậu.
Đang khi hộ tống cho Đội quét mìn 7 về phía Tây Nam Kerama Retto vào ngày 2 tháng 4, Thomas E. Fraser đã nổ súng vào hai máy bay đối phương tấn công, đánh đuổi chiếc thứ nhất và bắn trúng chiếc thứ hai bay ngang trê đầu bằng vũ khí tự động; kẻ tấn công bị bắn cháy và rơi xuốg biển. Trước khi trời sáng, nó còn nổ súng vào những máy bay đối phương khác nhưng không trúng đích. Sau khi được bổ sung đạn dược tại Kerama Retto vào xế trưa hôm đó, nó lên đường để gia nhập một đơn vị đặc nhiệm tàu vận chuyển đang rút lui vào ban đêm đến vị trí neo đậu. Khi nó tiếp cận các tàu vận tải, bảy chiếc "Betty" đối phương đã tấn công. Hỏa lực phòng không của các tàu vận tải và lực lượng hộ tống đã bắn rơi bốn chiếc; tuy nhiên tàu vận tải Henrico (APA-45), ở cách đó năm dặm, bị trúng một quả bom, và một máy bay tấn công cảm tử kamikaze đã đâm trúng đuôi tàu vận tải Goodhue (APA-107).
Thomas E. Fraser tiếp tục nhiệm vụ hộ tống bảo vệ ngoài khơi Kerama Retto cho đến ngày 5 tháng 4, khi nó lên đường hộ tống cho một đoàn tàu vận tải rỗng quay trở lại Saipan. Tuy nhiên trên đường đi, nó được lệnh tách khỏi đoàn tàu, và cùng với tàu khu trục Bache (DD-470) chuyển hướng đến Guam, đến nơi vào ngày 8 tháng 4.
Sau khi được trang bị một dàn ăn-ten radar mới, Thomas E. Fraser đi đến Saipan vào ngày 18 tháng 4, rồi lên đường quay trở lại khu vực Ryūkyū hai ngày sau đó cùng một đơn vị đặc nhiệm tàu đổ bộ, hộ tống những chiếc LST đi đến một vị trí phân tán ngoài khơi Nakagusuku Wan, và sau đó nó chiếm lấy vị trí bảo vệ ngoài khơi bờ biển Tây Nam Okinawa. Vào ngày 28 tháng 4, một máy bay Nhật Bản bay thấp tiếp cận từ hướng hòn đảo và phóng một quả ngư lôi nhắm vào con tàu nhưng bị trượt; kẻ tấn công lẩn tránh được hỏa lực phòng không dày đặc của con tàu và chạy thoát. Đến chiều tối, nó lại đánh trả một đợt không kích khác trước khi đi đến trợ giúp cho một tàu bệnh viện bị một máy bay Kamikaze đâm trúng. Tìm thấy Comfort (AH-6) bị hư hại nhưng vẫn có thể di chuyển được bằng chính động lực của mình, nó hộ tống cho chiếc tàu bệnh viện rút lui về Guam, đến nơi vào ngày 3 tháng 5.
Thomas E. Fraser sau đó được lệnh quay trở lại Okinawa để tăng cường cho lực lượng các tàu khu trục Hoa Kỳ làm nhiệm vụ cột mốc radar canh phòng chung quanh phạm vi hòn đảo, vốn đã bị hao hụt do những đợt không kích tự sát của đối phương. Di chuyển chỉ với chân vịt bên mạn phải trong khi động cơ phía mạn trái đang được sửa chữa, nó rời Apra Harbor vào ngày 4 tháng 5 và đi đến ngoài khơi Okinawa ba ngày sau đó, nơi nó đảm nhiệm vai trò bảo vệ và cột mốc radar canh phòng. Đang khi hoạt động trong đội hình hộ tống bảo vệ ngoài khơi bãi Hagushi vào ngày 12 tháng 5, nó đã giúp đánh trả một loạt các đợt không kích cảm tử Kamikaze mà một chiếc máy bay tự sát đã đâm trúng thiết giáp hạm New Mexico (BB-40).
Trong suốt tháng 5, Thomas E. Fraser luân phiên nhiệm vụ cột mốc radar canh phòng ngoài khơi Okinawa với những giai đoạn bảo trì và tiếp liệu tại Kerama Retto và Hagushi. Vào cuối ngày 24 tháng 5, nó đối đầu với một đợt không kích xuất phát từ phía Bắc, bắn rơi một máy bay đối phương gần le Shima; đợt không kích kéo dài trong hơn mười giờ cho đến sáng sớm ngày hôm sau 25 tháng 5. Con tàu sau đó trải qua năm ngày tại Kerama Retto nơi nó được bổ sung những thiết bị dẫn đường máy bay chiến đấu, và đến ngày 30 tháng 5 lại tiếp nối nhiệm vụ cột mốc radar tại vị trí về phía Tây Nam Okinawa. Khi nó đang di chuyển tại trạm canh phòng lúc chiều tối ngày 1 tháng 6, hai máy bay ném bom-ngư lôi đối phương bay thấp đã bất ngờ tấn công bằng ngư lôi. Chiếc tàu khu trục rải mìn đã cơ động né tránh được đợt tấn công rồi tham gia cùng các tàu khác để đánh trả đối thủ.
Vào ngày 6 tháng 6, Thomas E. Fraser đi đến trạm cột mốc radar để thay phiên cho tàu chị em J. William Ditter (DM-31), vốn chịu đựng hư hại nặng do bị máy bay Kamikaze đâm trúng. Nó quay trở lại Kerama Retto hai ngày sau đó để chuẩn bị cho một nhiệm vụ mới, khảo sát thủy văn và quét mìn tại khu vực giữa Kerama Retto và Sakishima Gunto. Hoạt động chủ yếu như một tàu thả phao tiêu đánh dấu, nó tháp tùng những tàu quét mìn tại phía Nam Nansei Shoto trong suốt tháng 6, xen kẻ với hai lần quay trở lại Kerama Retto để bổ sung phao tiêu radar và bảo trì động cơ. Đang khi thả neo tại Kerama Retto vào chiều tối ngày 21 tháng 6, nó đã khai hỏa vào một máy bay đối phương vốn đã xâm nhập hàng rào phòng không và ném bom trúng chiếc tàu tiếp liệu thủy phi cơ Curtiss (AV-4) lân cận, trợ giúp vào việc bắn rơi kẻ tấn công xuống biển không xa chiếc tàu tiếp liệu.

### Sau chiến tranh
Sang tháng 8, Thomas E. Fraser hoạt động tại khu vực vịnh Buckner, Okinawa, thả phao tiêu dẫn đường cho các tàu quét mìn rà quét trong biển Hoa Đông. Sau khi Nhật Bản chấp nhận đầu hàng kết thúc cuộc xung đột, nó đi lên phía bắc để gặp gỡ Đệ tam Hạm đội. Vào ngày 25 tháng 8, lực lượng đặc nhiệm tiếp cận khu vực Tokyo, và chiếc tàu khu trục rải mìn bắt đầu tuần tra tại Sagami Wan hai ngày sau đó. Vào sáng ngày 28 tháng 8, nó hỗ trợ cho Ellyson (DMS-19) và Hambleton (DMS-20) khi các tàu quét mìn dọn sạch tuyến luồng chuẩn bị cho tàu tuần dương hạng nhẹ San Diego (CL-53) tiến vào vịnh Tokyo. Trong thời gian còn lại của tháng 8, nó hỗ trợ các tàu quét mìn rà quét bãi mìn Okinoyama, và đã có mặt trong vịnh Tokyo vào ngày 2 tháng 9 khi văn kiện đầu hàng được chính thức ký kết trên thiết giáp hạm Missouri (BB-63).
Trong tháng 9, Thomas E. Fraser hoạt động cùng các đơn vị quét mìn để rà phá thủy lôi tại eo biển Kii, tại nơi neo đậu Wakayama và ngoài khơi bờ biển Thái Bình Dương của các đảo Nhật Bản. Đang khi thả neo tại Wakayama trong các ngày 17 và 18 tháng 9, nó chịu đựng một cơn bão với sức gió lên đến 100 kn (190 km/h), buộc nó phải sử dụng động cơ để giúp giảm bớt sức căng các dây neo. Sau khi cơn bão đã đi qua, nó gửi một nhóm cứu hộ đến trợ giúp những người sống sót và thu hồi thiết bị và tài liệu mật trên tàu quét mìn USS YMS-478, vốn đã bị đắm trong cơn bão.
Thomas E. Fraser tiếp tục hoạt động ngoài khơi bờ biển Nhật Bản cho đến tháng 10. Sau một tuần lễ ở lại vịnh Buckner, Okinawa, nó lên đường vào ngày 25 tháng 10 cho một lượt rà quét mới trong biển Hoa Đông. Được phân công thả phao tiêu đánh dấu và trợ giúp hàng hải, nó hoạt động tại các lối tiếp cận phía Bắc của biển Hoa Đông cho đến tháng 11. Vào ngày 17 tháng 11, con tàu đi đến Sasebo để tiếp nhiên liệu và bảo trì, rồi đến ngày 2 tháng 12 đã khởi hành cho chuyến đi quay trở về Hoa Kỳ ngang qua Eniwetok và Trân Châu Cảng. Con tàu về đến San Diego vào ngày 22 tháng 12.

### 1946 – 1955
Thomas E. Fraser lại lên đường vào ngày 26 tháng 12, 1945 để đi sang vùng bờ Đông Hoa Kỳ, băng qua kênh đào Panama và đi đến Norfolk, Virginia vào ngày 8 tháng 1, 1946. Đến cuối tháng 3, nó đi đến Xưởng hải quân Charleston tại Charleston, South Carolina để đại tu, và tiếp tục ở lại cảng này cho đến cuối năm đó, khi nó tham gia cùng thiết giáp hạm Wisconsin (BB-64) trong một chuyến đi huấn luyện dự bị vốn kéo dài cho đến tháng 1, 1947. Từ tháng 2 đến tháng 5, con tàu đã viếng thăm nhiều cảng tại vùng biển Caribe trước khi quay trở lại Norfolk. Nó rời Hampton Roads vào ngày 30 tháng 6 để đi sang Recife, Brazil, rồi tiếp tục hành trình đi đến cảng Monrovia cho một chuyến viếng thăm thiện chí đến Liberia nhân dịp kỷ niệm 100 năm độc lập đất nước Tây Phi này. Sau khi ghé qua Senegal, con tàu quay trở về vùng bờ Đông vào ngày 16 tháng 8.
Thomas E. Fraser tiếp tục hoạt động dọc bờ biển Đại Tây Dương suốt từ Argentia, Newfoundland ở phía Bắc cho đến vùng biển Caribe phía Nam. Nó được cho ngừng hoạt động vào ngày 1 tháng 12, 1947, nhưng lại cho hoạt động trở lại vào tháng 5, 1949. Sau các hoạt động huấn luyện tại khu vực vịnh Guantánamo, Cuba trong tháng 7, nó rời Hampton Roads vào tháng 8 để đi sang Châu Âu, viếng thăm Cherbourg, Pháp trước khi quay trở lại khu vực Caribe, và ở lại vùng biển này cho đến tháng 11, khi nó quay trở về Charleston.
Vào tháng 9, 1950, Thomas E. Fraser rời vùng bờ Đông cho một chuyến đi sang khu vực Địa Trung Hải, kéo dài cho đến ngày 22 tháng 1, 1951 khi nó khởi hành từ Oran, Algeria để quay về nhà. Con tàu lại có một chuyến đi sang các cảng Châu Âu vào tháng 6, đưa các học viên sĩ quan đi thực tập mùa Hè đến Copenhagen, Plymouth và Lisbon, và đến tháng 7, nó viếng thăm Cuba trước khi quay trở lại vùng bờ Đông. Trong ba năm tiếp theo, chiếc tàu khu trục rải mìn tiếp tục luân phiên các đợt thực tập tại vùng bờ Đông và vùng biển Caribe với những chuyến đi ngắn sang Châu Âu.
Sau khi tham gia một hoạt động rải mìn thử nghiệm ngoài khơi Key West, Florida vào tháng 2, 1955 nhằm hỗ trợ cho chương trình thử nghiệm thủy lôi phục vụ hạm đội, Thomas E. Fraser được đưa về thành phần dự bị vào 10 tháng 6, 1955, rồi được cho xuất biên chế vào ngày 12 tháng 9, 1955 tại Xưởng hải quân Portsmouth. Nó neo đậu cùng Hạm đội Dự bị Đại Tây Dương tại Xưởng hải quân Philadelphia cho đến khi bị rút tên khỏi danh sách Đăng bạ Hải quân vào ngày 1 tháng 11, 1970 và bị tháo dỡ vào ngày 1 tháng 6, 1974.

## Phần thưởng
Thomas E. Fraser được tặng thưởng bốn Ngôi sao Chiến trận do thành tích phục vụ trong Thế Chiến II.